# Acalypha purpurascens
Acalypha purpurascens é uma espécie de flor do gênero Acalypha, pertencente à família Euphorbiaceae.